# 3 Batalion Rozpoznawczy
3 Mazurski Batalion Rozpoznawczy im. płk. Jana Hipolita Kozietulskiego – jednostka rozpoznawcza Sił Zbrojnych RP.

## Historia
Formowanie 3 batalionu rozpoznawczego zostało zakończone 30 czerwca 1995 roku. Powstał on na bazie, rozwiązanego w 1994 r., Ośrodka Szkolenia Specjalistów Rozpoznania Ogólnowojskowego. Został rozlokowany w Giżycku przy ul. Nowowiejskiej, w koszarach po rozformowanym Ośrodku Szkolenia Służby Zakwaterowania i Budownictwa. Wszedł w skład 15 Warmińsko-Mazurskiej Dywizji Zmechanizowanej, a po jej rozformowaniu w podporządkowanie 16 Pomorskiej Dywizji Zmechanizowanej.
Batalion składał się z trzech kompanii rozpoznawczych, kompanii radioelektronicznej oraz pododdziałów logistycznych. Na jego wyposażeniu znajdowały się: gąsienicowe i kołowe pojazdu rozpoznawcze, samochody terenowe, pojazdy typu "quad", pojazdy rozpoznania radioelektronicznego oraz pojazdy zabezpieczenia logistycznego.
W roku 2003 w dowód uznania za osiąganie wysokich wyników w szkoleniu oraz dyscyplinie 3. Mazurski Batalion Rozpoznawczy został wyróżniony przez Dowódcę Wojsk Lądowych tytułem oraz proporcem "Przodujący Pododdział Wojsk Lądowych".
Z dniem 31 grudnia 2011 roku został rozformowany, a koszary zostały przejęte przez 24 Wojskowy Oddział Gospodarczy. W miejsce 3 Mazurskiego Batalionu Rozpoznawczego został sformowany 18 Pułk Rozpoznawczy stacjonujący w Białymstoku.

## Tradycje

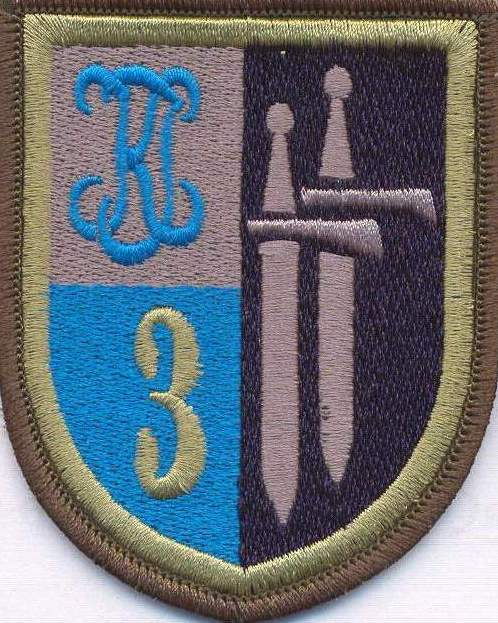
Oznaka rozpoznawcza

Decyzją Ministra Obrony Narodowej nr 107 z dnia 14.07.1995r. 3 batalion rozpoznawczy przyjął dziedzictwo tradycji:
- 4 Pułku Ułanów 1813-1831
- 4 Pułku Ułanów Zaniemeńskich 1918-1939
- 14 Szkolnego Batalionu Rozpoznawczego 1967-1991

Doroczne święto batalion obchodził 9 lipca, w rocznicę bitwy Pułku 4 Ułanów Zaniemeńskich, pod Grebionką w 1920 r.
Sztandar został ufundowany przez Komitet Fundatorów i wręczony 15 lipca 1995 r. na polach Grunwaldu, w 585 rocznicę zwycięskiej bitwy nad Krzyżakami.

## Dowódcy
- ppłk dypl. Mieczysław Andrzejewski (30 czerwca 1995 – 1998)
- ppłk dypl. Wiesław Kapacz (1998 – 2004)
- ppłk dypl. Wiesław Podlecki (2004 – 2 października 2006)
- ppłk dypl. Marcin Frączek (2 października 2006 – 8 lipca 2009)
- mjr Tadeusz Nastarowicz (8 lipca 2009 – 1 stycznia 2010)
- ppłk Jarosław Wyszecki (1 stycznia 2010 – 8 listopada 2010)